# James K. Vardaman

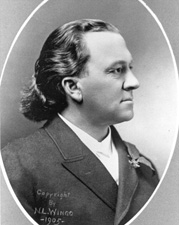
James K. Vardaman

James Kimble Vardaman (* 26. Juli 1861 bei Edna, Jackson County, Texas; † 25. Juni 1930 in Birmingham, Alabama) war ein US-amerikanischer Politiker und von 1904 bis 1908 Gouverneur des Bundesstaates Mississippi. Zwischen 1913 und 1919 vertrat er seinen Staat im US-Senat.

## Frühe Jahre und politischer Aufstieg
James Vardaman kam im Jahr 1868 mit seinen Eltern nach Mississippi. Die Familie ließ sich im Yalobusha County nieder. Dort besuchte James die öffentlichen Schulen. Nach einem Jurastudium in Carrollton wurde er im Jahr 1881 als Rechtsanwalt zugelassen. Daraufhin begann er in Winona in seinem neuen Beruf zu arbeiten. Dort begann er auch journalistisch tätig zu werden, indem er die Zeitung Winona Advance herausgab. Nach seinem Umzug nach Greenwood setzte er in dieser Stadt seine Anwaltstätigkeit und seine journalistische Arbeit fort. Von 1890 bis 1896 gab er die Zeitung „Greenwood Enterprise“ heraus.
Vardaman wurde Mitglied der Demokratischen Partei. Von 1890 bis 1896 war er Abgeordneter im Repräsentantenhaus von Mississippi; im Jahr 1894 war er Speaker dieses Gremiums. 1895 und 1899 bewarb er sich vergeblich um die Nominierung seiner Partei für das Amt des Gouverneurs seines Staates. Während des Spanisch-Amerikanischen Krieges war er zunächst Hauptmann und dann Major einer Freiwilligeneinheit. In den Jahren 1892 und 1896 war er jeweils demokratischer Wahlmann bei den Präsidentschaftswahlen. Am 3. November 1903 wurde Vardaman zum neuen Gouverneur seines Staates gewählt. Dies war die erste Gouverneurswahl in Mississippi, die nach dem Vorwahlsystems vorgenommen wurde.

## Gouverneur von Mississippi und US-Senator
Vardaman trat sein neues Amt am 19. Januar 1904 an. In seiner vierjährigen Amtszeit wurde eine Schulbuchkommission gegründet und die Gesetze des Staates überarbeitet. Das System zur Verleihung von Sträflingen zur Zwangsarbeit wurde abgeschafft und stattdessen das Mississippi State Penitentiary gegründet. Gouverneur Vardaman war andererseits ein konservativer Anhänger der Rassentrennung. Er hätte am liebsten die Schulen für die Afroamerikaner geschlossen und alle diesbezüglichen nach 1865 erlassenen Bundesgesetze aufgehoben.
Nachdem er sich in den Jahren 1907 und 1910 erfolglos um ein Mandat im US-Senat beworben hatte, schaffte er schließlich im Jahr 1912 den Sprung in den Kongress. Dort vertrat er als Class-2-Senator zwischen dem 4. März 1913 und dem 3. März 1919 die Interessen seines Staates. Vardaman war Vorsitzender des Ausschusses zur Erhaltung der Bodenschätze und Mitglied einiger anderer Ausschüsse, darunter der Handwerksausschuss und der Ausschuss zur Kontrolle der Ausgaben des Postministeriums. Im Jahr 1918 verfehlte er seine Wiederwahl.
Nach dem Ende seiner Zeit im Kongress zog er sich aus der Politik zurück. Im Jahr 1922 zog er nach Birmingham in Alabama, wo er 1930 verstarb. Mit seiner Frau Anna Burleson Robinson hatte er ein gemeinsames Kind.